# 아잔데족
아잔데족(Azande) 또는 잔데족(Zande)은 중앙아프리카 지역에 살며 잔데어군 언어(잔데어 등)를 모어로 사용하는 민족 집단이다. 중앙아프리카 공화국의 남동부, 콩고 민주공화국의 북동부, 남수단의 남서부 및 남중부에 걸쳐 분포한다. 오늘날 인구는 다 합쳐 300만 명이 넘는다.
이들은 18세기 초에 군사 정복으로 형성되었으며, 기원이 다른 두 씨족이 동화되어 아잔데족이 되었다. 당시 이들은 오늘날의 중앙아프리카 공화국 남동부의 사바나 지역에 살았으나 나중에 동쪽과 북쪽으로 영토를 확장했다. 북쪽으로의 확장은 19세기 후반 수단의 습격으로 중단되었으며, 유럽 식민주의 정책으로 이들의 영토는 벨기에, 프랑스, 영국-이집트령 수단의 일부로 분할되었다. 1870년대 후반 오스트리아인 탐험가 리하르트 부흐타(Richard Buchta)가 남긴 사진 자료는 이들을 비롯한 당시 중앙아프리카 민족의 역사 연구에 중요한 출처가 되고 있다.
아잔데족은 이 지역으로 이주해온 마지막 민족 집단 중 하나로 여겨지며 농경 목축 생활방식을 채택하지 않은 유일한 집단이기도 했다.
한때 이들은 식인 풍습으로도 잘 알려져 의성어에서 유래한 '냠냠족'(Niam-Niam)이라는 이름으로도 불렸다. 본래 남수단의 다른 민족들을 가리키던 말이나 18~19세기에는 외부에서 아잔데족을 부르는 이름으로 자주 사용되었고, 현재는 멸칭으로 여겨진다. 터키어에서 식인종을 의미하는 yamyam이라는 단어는 여기서 유래한 것이다.

## 같이 보기
- 잔데어